# Saint-Marc-à-Loubaud
Saint-Marc-à-Loubaud település Franciaországban, Creuse megyében. Lakosainak száma 126 fő (2022. január 1.). Saint-Marc-à-Loubaud Gentioux-Pigerolles, La Nouaille, Royère-de-Vassivière és Saint-Yrieix-la-Montagne községekkel határos.

## Népesség
A település népessége az elmúlt években az alábbi módon változott:
| Lakosok száma | 166  | 107  | 91   | 133  | 139  | 140  | 136  | 129  | 125  | 126  |
|               | 1968 | 1982 | 1990 | 2006 | 2013 | 2015 | 2017 | 2019 | 2020 | 2022 |